# Inflation par la demande
L'inflation par la demande est l'inflation qui est causée lorsque la demande (ou la demande agrégée) excède l'offre (ou l'offre agrégée). Ce phénomène implique l'augmentation du PIB et la baisse du chômage, comme indiqué par la courbe de Phillips. L'inflation par la demande n'est censée se produire que lorsque l'économie est déjà dans une situation de plein emploi. Le phénomène se veut l'inverse de l'inflation par les coûts.

## Explication

### Une faille du mécanisme de l'offre et de la demande
Le fonctionnement normal du mécanisme de l'offre et de la demande implique qu'en cas d'une augmentation de la demande, les responsables de l'offre augmentent leur production afin d'équilibrer l'offre et la demande. L'inflation par la demande se produit lorsque ce mécanisme se bloque, parce que l'offre ne s'ajuste pas ou pas assez rapidement à la demande. Cela peut être dû à une incapacité des producteurs de subvenir à la demande ou à un refus.
Le phénomène d'excès peut concerner un marché spécifique ou au contraire l'ensemble de l'économie, si, par exemple la demande générale est trop stimulée par une politique budgétaire ou par une offre de crédit bancaire trop dynamiques. On assiste alors à des pics d'inflation.
Dans le cas où la demande augmente et excède fortement l'offre, l'excès de demande conduit à une pression à la hausse des prix. L'inflation alors générée est définie comme une inflation par la demande. 

### Divers types d'inflation par la demande
L'inflation par la demande est divisible en deux types : l'inflation par la demande globale, et l'inflation par la demande sectorielle.
L'inflation par la demande globale est causée par un échec global (agrégé) du mécanisme d'ajustement de l'offre et la demande, pour les raisons citées ci-dessus. C'est un effet, par exemple, de l'augmentation soudaine de la consommation due à une relance budgétaire ; cela se produit aussi souvent à la fin d'une récession (voir ci-dessous).
L'inflation par la demande sectorielle, ou intersectorielle, elle, ne concerne qu'un nombre limité de secteurs, ou le déséquilibre entre offre et demande apparaît. Son effet est moins brutal, bien que des risques de propagation d'inflation à l'ensemble des secteurs existent. Cette forme d'inflation est la plus courante. Les produits agricoles, dont certains ont des cours très fluctuants, sont coutumiers de ce phénomène. L'ouverture de marchés internationaux et la facilitation de l'importation de produits à l'étranger peut permettre d'affaiblir la tension inflationniste.

## Histoire du débat théorique

### Une théorie keynésienne
L'inflation par la demande fait partie indirectement des recommandations de John Maynard Keynes. Ses analyses économiques envisagent l'inflation modérée d'une manière positive. Pour Keynes, l’accroissement de la quantité de monnaie en circulation ne produira de l'inflation que si les capacités de production sont employées pleinement. Si ces conditions de ne sont pas remplies, l'augmentation de la masse monétaire n'aura comme seule conséquence la baisse du taux d'intérêt, qui stimule l'investissement et l'offre, ce qui permet de relancer l'économie. C'est le principe de la politique monétaire keynésienne.
Keynes met ce phénomène en lumière lorsqu'il analyse l'économie de guerre du Royaume-Uni. Il montre que l'augmentation de la production d'armement donne lieu à une distribution de revenus sans qu'il y ait de biens de consommation en plus susceptibles de répondre à la demande entraînée par les revenus supplémentaires (brisant ainsi la Loi de Say). Il se produit de ce fait un écart inflationniste entre l'offre et la demande, qui conduit à une hausse des prix.

### L'inflation par la demande dans l'après-guerre
L'inflation par la demande génère une inflation importante en France après la Seconde Guerre mondiale, du fait du rétablissement de la demande et de la lenteur des entreprises à produire en quantité nécessaire. Dès 1946, le phénomène prend une grande ampleur en France, conduisant l'Insee à l'officialiser institutionnellement ainsi que le Ministère des Finances dans son Inventaire de la situation financière.
Le phénomène a lieu également sous la Quatrième République entre 1956 et 1957.

### La remise en cause du paradigme keynésien
Victor Zarnowitz remarque qu'aux États-Unis, de 1950 à 1962, dans les industries les plus concentrées, l'ajustement aux forts excès de demande s'est fait pour en grande partie par une augmentation des commandes non satisfaites et non par la hausse des prix.
La réfutation empirique de la courbe de Philips dans les années 1970 et 1980 affaiblit la force de la théorie keynésienne de l'inflation, invalidant le rapport inverse entre l'inflation et le chômage. La relance Mauroy entre 1981 et 1982, par exemple, ne produit pas une baisse du chômage mais une simple augmentation de l'inflation, du fait du déséquilibre entre la demande, dynamisée par la relance budgétaire (subventions, augmentation des minima sociaux, ...), et l'offre, maintenue stable par les entreprises car elles étaient pessimistes quant à leurs perspectives de ventes.

## Causes fréquentes
L'inflation par la demande est causée par une augmentation soudaine de la consommation qui la fait excéder l'offre. Cela se produit dans différents scénarios. Une augmentation soudaine de la consommation due à une relance budgétaire (l'origine est alors étatique), une augmentation soudaine de la consommation du fait d'une embellie économique, ou encore d'une augmentation de la population en âge de dépenser.

### La sortie de récession
On observe des phénomènes d'inflation par la demande à la fin d'une récession, lorsque l'activité commence à repartir. Les ménages, qui voient la fin de la récession économique et à retrouver un emploi, recommencent à consommer, ce fait subitement augmenter la demande ; les entreprises, elles, n'anticipent pas cette augmentation et sont frileuses à produire beaucoup de peur de ne pas pouvoir écouler leur offre. Dans le cas où elles ont accumulé des invendus durant la crise, ces invendus s'écoulent rapidement, et l'inflation par la demande se produit une fois ces stocks vendus, durant la phase de latence où l'entreprise enregistre l'augmentation de la demande et le moment où elle décide que le climat est assez bon pour relancer la production.

### Le développement rapide
Les pays en développement provoquent souvent des tensions inflationnistes en générant sur une période courte de croissance forte une demande importante, qui ne laisse pas le temps aux producteurs de réagir en augmentant l'offre. Le prix des matières premières et des produits agricoles, par exemple, est particulièrement touché par le phénomène d'inflation par la demande sectorielle, car ces marchés sont très "demand-determined" (déterminés par la demande). Sous l'effet d'une accélération de la croissance chinoise et de son développement rapide durant la première partie des années 2000, la demande de pétrole a fortement augmenté en 2003, ce qui a causé une flambée de ses prix du fait de l'incapacité ou du refus des producteurs de pétrole d'accélérer leur production. Le même phénomène s'est produit pour les métaux à la suite d'une augmentation brutale de la demande chinoise en 2007.

### L'accroissement de la population
Un influx rapide de population dans une économie peut provoquer des tensions inflationnistes par la demande du fait de l'accélération rapide et brutale de la demande agrégée. Ce phénomène peut se dérouler dans les pays qui rapatrient un nombre important de soldats, comme ce fut le cas des États-Unis après le retrait des soldats américains du Viêt Nam, ou lors de l'influx des Français d'Algérie en France dans les années 1960.